# Sphecodosoma dicksoni
Sphecodosoma dicksoni är en biart som först beskrevs av Timberlake 1961.  Sphecodosoma dicksoni ingår i släktet Sphecodosoma och familjen vägbin. Inga underarter finns listade i Catalogue of Life.